# Paris au Printemps
Paris au Printemps («Париж весной») — первый концертный альбом британской группы Public Image Ltd, вышедший в 1980 году в Великобритании. Название альбома, группы и песен были переведены на французский. Это последний альбом на котором играет Джа Уоббл.

## Об альбоме

### Создание
Джон Лайдон подчеркнул, что альбом был сделан по инициативе Virgin Records, который хотели покрыть свои затраты на альбом Metal Box. В одном из интервью Лайдон заявил:

Альбом Paris au Printemps стоил нам примерно, столько же, сколько стоит одна катушечная лента. Мы выбили из Virgin Records 30 000£ и они были разъярены. Помню, как они сказали нам: «Вы только впустую тратите наши деньги». Потом они послали нас в студию, и попросили нас по крайней мере, предпринять попытку микширования. Не беспокойтесь. Всё, что мы делали, это сидели в кругу за столом весь день и играли в карты, и в Космических Захватчиков. Звукозаписывающие компании настолько глупы…

### Упаковка
Обложку альбома нарисовал Джон Лайдон, на которой изобразил слева Кит Левина, справа — Джанетт Ли, и в центре себя.

## Список композиций
| №  | Название                     | Длительность |
| -- | ---------------------------- | ------------ |
| 1. | «Theme»                      | 8:38         |
| 2. | «Psalmodie» (Chant)          | 4:24         |
| 3. | «Précipitamment» (Careering) | 6:50         |

| №  | Название                    | Длительность |
| -- | --------------------------- | ------------ |
| 1. | «Sale Bébé» (Bad Baby)      | 6:26         |
| 2. | «La Vie Ignoble» (Low Life) | 4:18         |
| 3. | «Attaque» (Attack)          | 3:07         |
| 4. | «Timbres De Pop» (Poptones) | 7:10         |

## Участники записи
- Джон Лайдон — вокал, обложка
- Кит Левен — гитара, синтезатор
- Джа Уоббл — бас-гитара
- Мартин Аткинс — барабаны

## Позиции в хит-парадах
Еженедельные чарты:
| Год  | Хит-парад                        | Высшая позиция | Пребывание |
| ---- | -------------------------------- | -------------- | ---------- |
| 1980 | Великобритания (UK Albums Chart) | 61             | 2 недели   |
|      |                                  |                |            |
| 1981 | Новая Зеландия (RMNZ)            | 48             | 2 недели   |